# Středomořská kuchyně

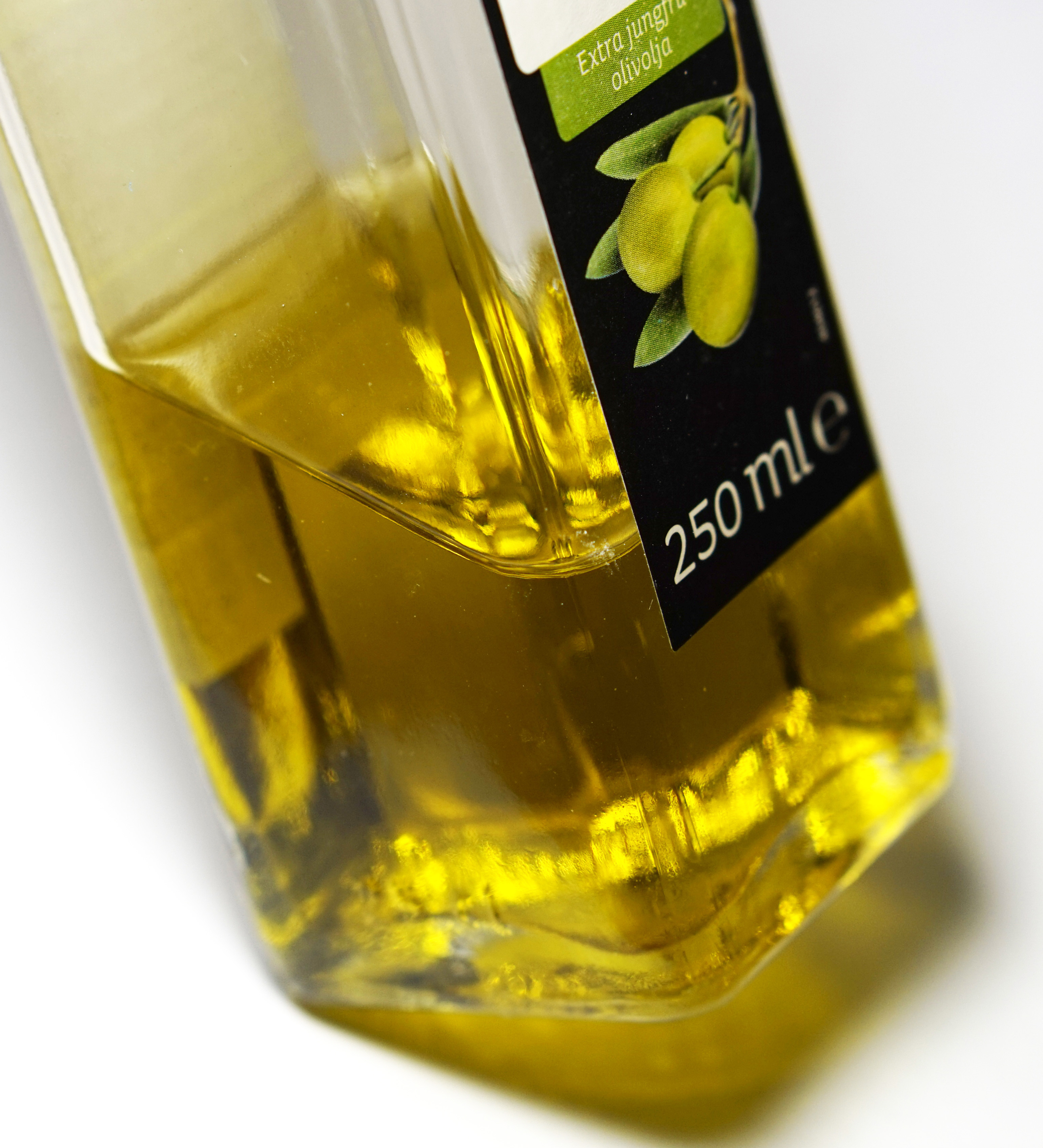
Olivový olej - Základní surovina středomořských pokrmů.

Středomořská kuchyně je kuchyně oblastí okolo Středozemního moře. Mezi tyto státy patří například Itálie, Francie, Španělsko a další.V roce 2014 se Středomořská kuchyně zapsala na nehmotný seznam dědictví UNESCO.

## Charakteristika
Středomořská kuchyně se mimo jiné vyznačuje těmito znaky:
- Olivový olej – základní surovina většiny středomořských pokrmů.
- Česnek – velmi často se používá jako dochucovadlo.
- Mořské plody a ryby
- Čerstvé bylinky – používají se do pokrmů i salátů. Časté je např. oregano.[1]
- Naopak se zde nekonzumují často tučné pokrmy a červené maso.

## Příklady pokrmů
- Lasagne
- Špagety
- Pizza
- Paella
- Krevety
- Grilovaná zelenina
- Minestrone[2]